# مغامرات فهيم
مغامرات فهيم(بالإنجليزية: Bruno the Kid) هو مسلسل رسوم متحركة أمريكي انتج سنة 1996, عرض على قناة سبيستون، تم ترجمته ودبلجته لدى استوديوهات مركز الزهرة بدمشق.

## القصة
بطل القصة هو بروس ويليس بصوت صبي عمره 11 عاما، الذي أصبح من كبار الجواسيس لمنظمة التجسس السري التي اسمها غلوب، والتي تتصل بفهيم
عبر حاسوبه، وهم يجهلون تماما السن الحقيقي لجاسوسهم لانه يخفي وراء صورة الجهاز رجلا كامل النمو (صورة بروس ويليس).
الحلقات تتكون من إدارة فهيم لنفسه دون وجود والديه أو اصدقائه.

## الشخصيات
- فهيم الاداء الصوتي: بروس ويليس (أمريكي)
- جارليسبورغ الاداء الصوتي: توني جاي
- المهندس
- ليونارد دالينغيني
- هاوارد
- لازلو جيغاهورتز
- بوبي فيسيوس
- ليسي دافيدسون
- هاريس الاداء الصوتي: مارك هاميل (أمريكي)
- دي آرتشر
- المهندس المعاون الاداء الصوتي: إد ماكماهون (أمريكي)
- ماري آن ويسنستاين
- جينيرال أرماندو كاستارتو
- غريس
- بروفيسور ويسنستاين

## الممثلون
- بثينة شيا
- عادل أبو حسون
- آمنة عمر
- أيمن السالك
- رأفت بازو
- مأمون زرقان
- آمال سعد الدين
و
- مروان فرحات

## الاغنية
الاغنية العربية من كلمات وتلحين الأستاذ : طارق العربي طرقان
الاغنية العربية من أداء الفنانة : رشا رزق

## وصلات خارجية
- مغامرات فهيم على موقع IMDb (الإنجليزية)
- مغامرات فهيم على موقع قاعدة بيانات الفيلم (الإنجليزية)

http://www.imdb.com/title/tt0115118/
http://www.tv.com/shows/bruno-the-kid/ نسخة محفوظة 8 ديسمبر 2015 على موقع واي باك مشين.
http://www.youtube.com/watch?v=WRbxvsGn72M